# Glacier du Trient
Cet article possède un paronyme, voir Glacier du Trident.
Le glacier du Trient se trouve dans le canton du Valais en Suisse. Il est situé près de la frontière française au sud de Martigny et au nord du massif du Mont-Blanc. Il mesure 4,5 kilomètres et recouvre une surface de près de 6 km2. Son nom vient du village de Trient situé plus bas dans la vallée.

## Géographie

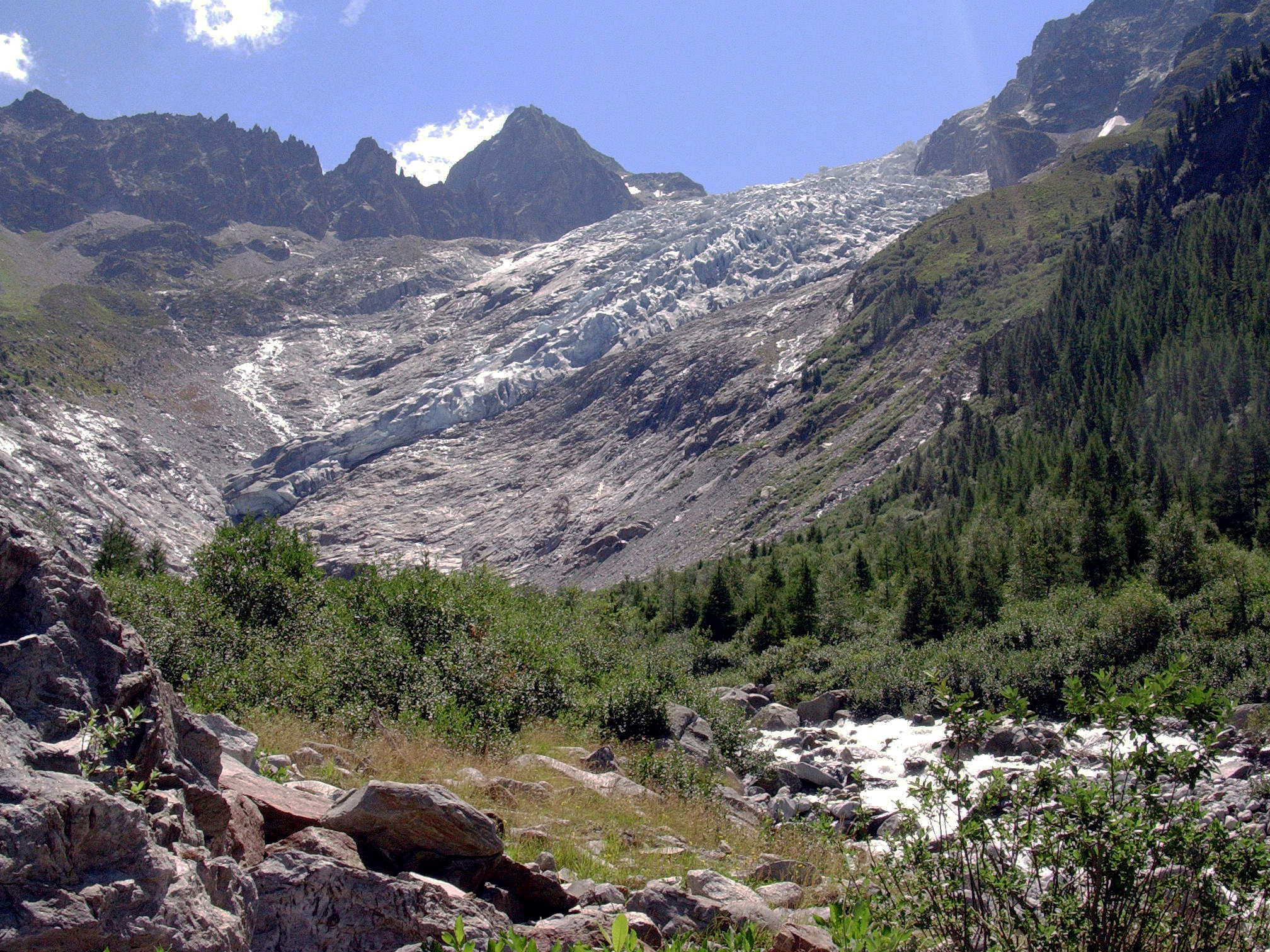
Glacier du Trient en avril 2008.

Les névés à l'origine du glacier se trouvent sur une bande large de deux kilomètres située à une altitude comprise entre 3 000 à 3 200 mètres. Ils forment le plateau du Trient et sont bordés à l'ouest par l'aiguille du Tour (3 540 m, sur la frontière avec la France), au sud par les aiguilles Dorées (3 519 m) et à l'est par la pointe d'Orny (3 271 m). Le plateau du Trient sert de zone d'accumulation et son épaisseur est comprise entre 100 et 150 mètres de glace.
Au-dessous du plateau du Trient, le glacier qui mesure alors 600 mètres de large, s'engouffre dans l'étroite vallée orientée vers le nord. La dénivellation est importante puisqu'il emprunte une pente d'environ 50 % avant que la langue n'aboutisse à 1 800 mètres, en contrebas du lieu-dit Vésevey. De la langue émerge le Trient, une rivière qui rejoint le Rhône à la hauteur de Vernayaz. En été, une poche d'eau se forme sur le glacier et grossit le courant du Trient lorsqu'elle cède.
Le glacier du Trient est connecté à l'est au glacier d'Orny via le col d'Orny (3 096 m) entièrement recouvert de glace. Au sud-ouest, il communique avec le glacier du Tour entièrement en territoire français. Sur la face nord de l'Aiguille du Tour, une crête glacée relie le plateau du Trient avec le glacier des Grands d'environ 2 km2.
Au sud de la pointe d'Orny, la cabane du Trient (du Club alpin suisse) surplombe le plateau du Trient à environ 3 170 mètres d'altitude. Elle sert de point de départ pour les expéditions sur le glacier et les sommets de la partie nord du massif du Mont-Blanc.

## Histoire
En 1930, l'aviateur allemand Ernst Udet se pose à plusieurs reprises sur le glacier dans le cadre du tournage d'un film avec l’actrice Leni Riefenstahl. Il s'agit du premier atterrissage sur un glacier en Valais.

## Exploitation commerciale
La glace du Trient a été exportée entre 1865 et 1893. Malgré l'exploitation importante par une trentaine d'ouvriers, l'avancée du glacier durant la fin du petit âge glaciaire garantissait un renouvellement constant des ressources en glace. Entre 20 et 30 tonnes de glace étaient acheminées chaque jour vers Martigny puis expédiées hebdomadairement par train en France pour approvisionner les grandes villes.
Durant la première moitié du XXe siècle, l'eau du glacier a alimenté un bisse qui permettait d'irriguer les cultures de la région.

## Évolution

Carte postale colorisée représentant le glacier du Trient en 1946.

Évolution du glacier en mètres.
En vert, les différences de longueur cumulées.
En rouge, les variations de longueur annuelles.